# Betula szechuanica
Betula szechuanica är en björkväxtart som först beskrevs av Camillo Karl Schneider, och fick sitt nu gällande namn av C.-a.Jansson. Betula szechuanica ingår i släktet björkar och familjen björkväxter. Inga underarter finns listade.
Enligt IUCN är taxonet en underart till vårtbjörken.
Denna björk hittas i västra Kina i provinserna Tibet, Gansu, Qinghai, västra Sichuan och nordvästra Yunnan. Den växer i öppna trädansamlingar och i helt öppna områden. Betula pendula subsp. szechuanica är sällsynt i fuktiga bergstrakter.
Trädet blir upp till 10 meter högt.

## Bildgalleri

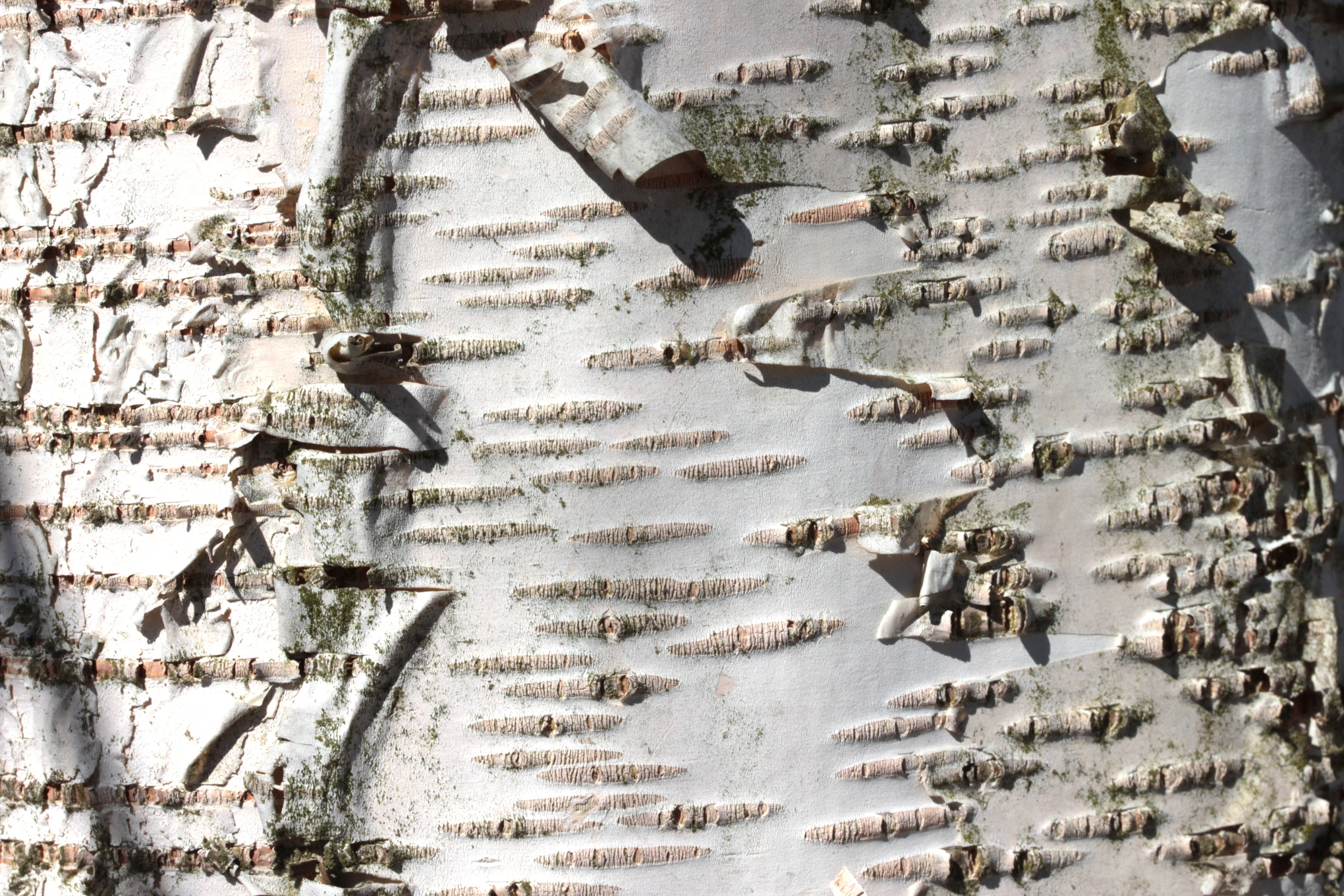
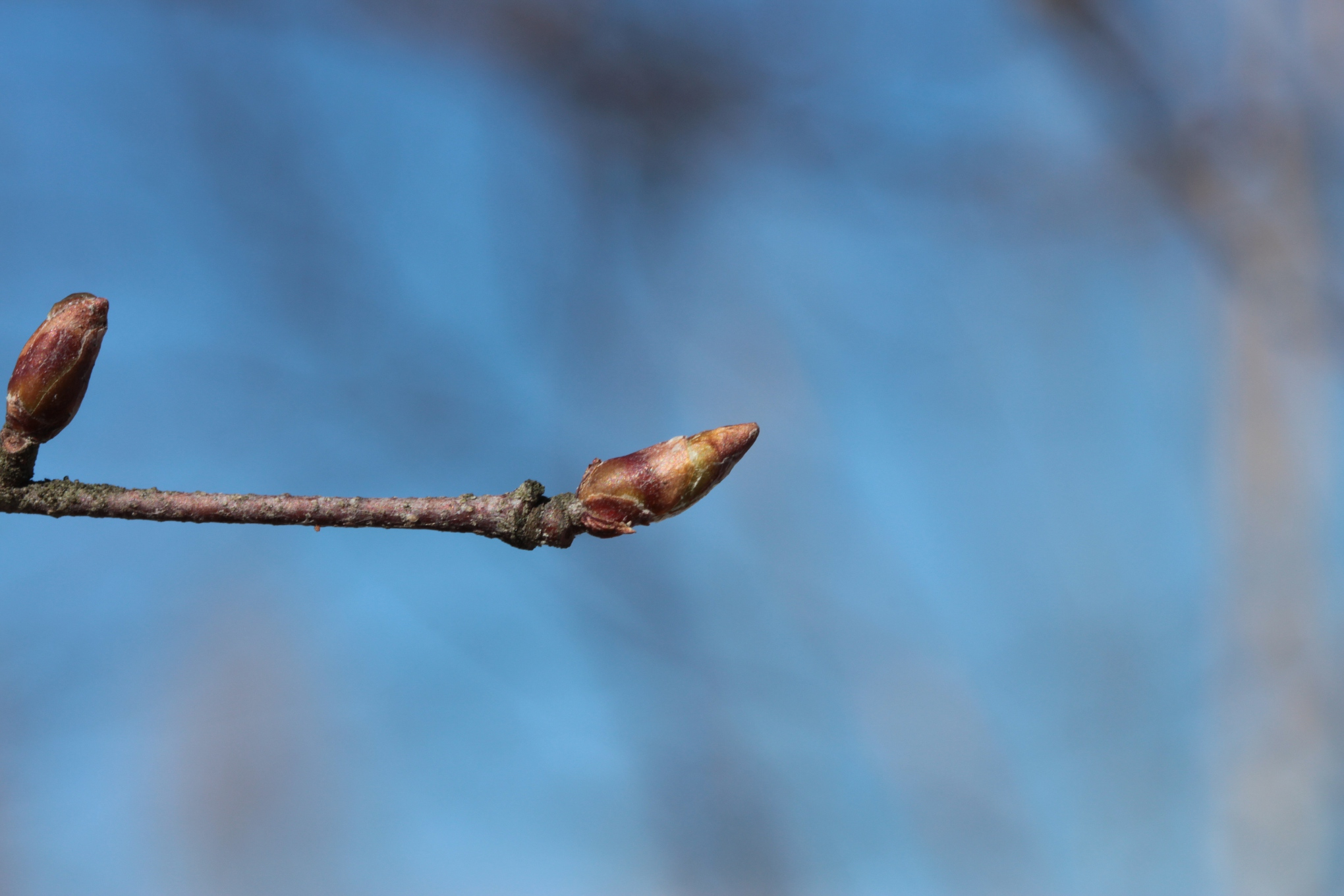
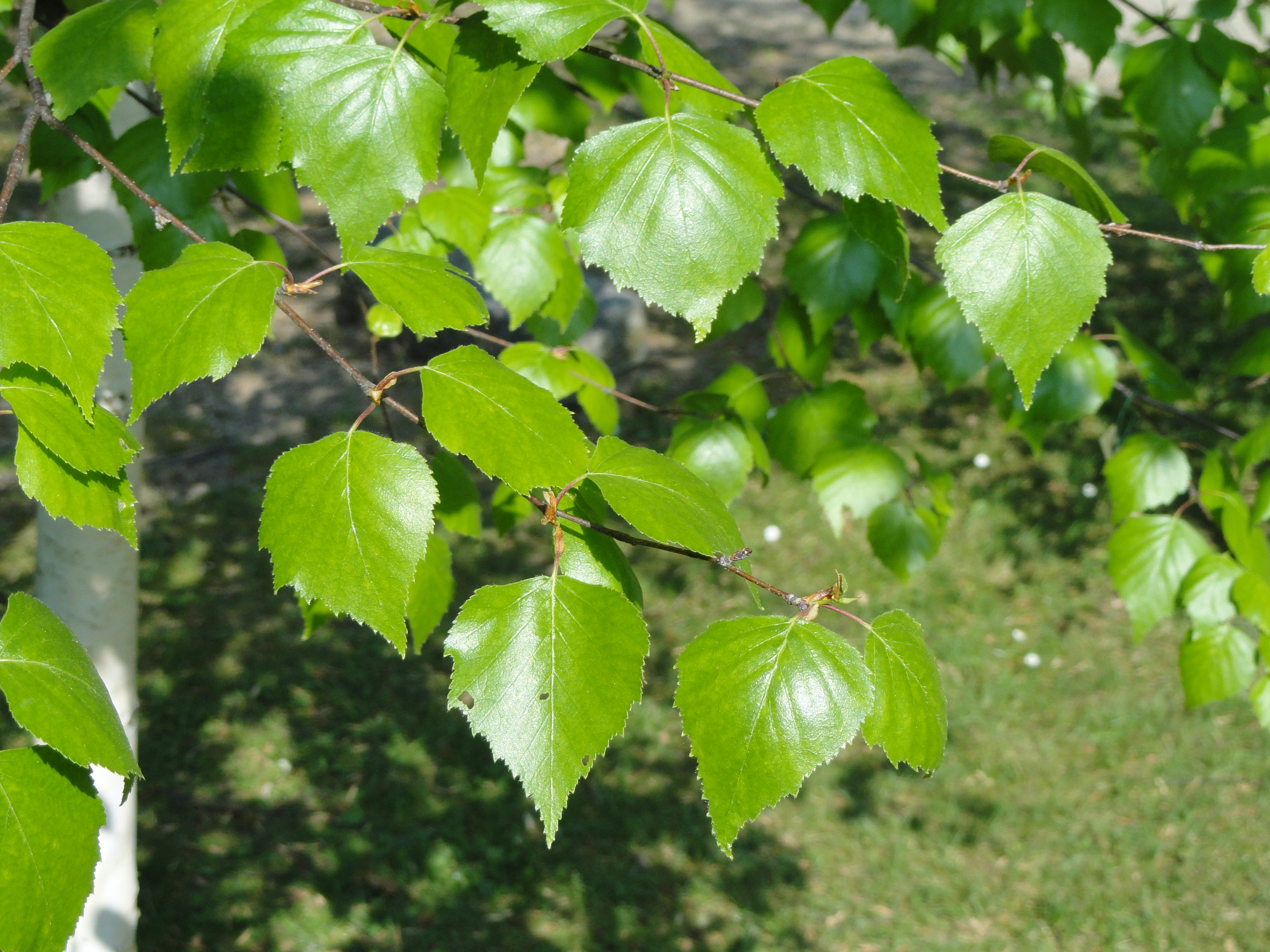